# Driftsherretillæg
Et driftsherretillæg er et begreb, der figurerer i forbindelse med pensionsordninger.
Driftsherretillægget er den fortjeneste, ejerne af et pensionsselskab får for at stille sin egen kapital til rådighed, dvs. den forrentning, ejerne får af deres investering. Det kan dermed siges, at det er en betaling for den risiko, der er knyttet til investeringen.
Det er kun pensionskunder, som har deres opsparing i det traditionelle opsparinger, som betaler driftsherretillæg, mens kunder i mere sammensatte pensionsprodukter til markedsværdi, ikke fradrages denne rentemarginal.
Pensionskunder har forskellige ydelsesgarantier, nogen har 4,5 % mens andre kun 1,5 %. Risiko/driftsherretillæg i størrelsesorden 0,6% eller derover vurderes urimeligt af opsparinger, hvor kunder kun har en ydelsesgaranti på 1,5 %.
Det er blevet fremsat i artikler i dagbladet Politiken at driftsherretillæg er et gebyr som pensionsselskaberne ikke med tilstrækkelig tydelighed har gjort kunderne bekendt med.